# Рудня-Городищанская
Ру́дня-Городища́нская (укр. Рудня-Городищанська) — село в Малинском районе Житомирской области Украине. Основано в 1649 году.
Код КОАТУУ — 1823482206. Население по переписи 2001 года составляет 48 человек. Почтовый индекс — 11600. Телефонный код — 4133. Занимает площадь 1,979 км².
До 2010 года называлось Ру́дня-Городи́щенская. По решению Житомирского областного совета от 18 марта 2010 года № 1062 было переименовано в «Рудня Городищанская» (без дефиса), решением от 8 сентября 2010 года № 1202 название уточнено в «Рудня-Городищанская».

## Адрес местного совета
11655, Житомирская обл., Малинский р-н, с. Ворсовка, тел. 9-22-98.